# Сто двадцать пять блокадных грамм с огнём и кровью пополам
Памятник «Сто двадцать пять блокадных грамм с огнем и кровью пополам» — мемориал, посвящённый памяти воинов и тружеников блокадного Ленинграда, установлен на территории Кушелевского хлебозавода в 1992 году.
Одна часть композиции представляет собой гранитный камень, на котором лежит лист бумаги со строками Ольги Берггольц из «Ленинградской поэмы»: «Сто двадцать пять блокадных грамм с огнём и кровью пополам». Выполнен Павлом Хруничевым и Геннадием Пейчевым. Центральная часть композиции представляет собой стелу из серого гранита с высеченной в ней фигурой девочки, кутающейся в платок и прижимающей к себе кусочек хлеба. Высота памятника 2 м. 50 см. Ещё одной частью памятника является закреплённая на стене корпуса завода композиция «Атака» (выколотка по меди, размеры 1 м 50 см х 3 м):601.
В основе названия памятника лежит самая минимальная дневная норма хлеба, которая была установлена в период блокады Ленинграда во время Великой Отечественной войны, эта норма продержалась с 20 ноября по 25 декабря 1941 года и привела к резкому скачку смертности от голода.
Эта минимальная норма хлеба была увековечена Ольгой Берггольц в её «Ленинградской поэме».
Свободный доступ к памятнику отсутствует, поскольку нет свободного доступа на территорию завода, где он установлен.
Ежегодно, при поддержке Международного благотворительного фонда «Защитников Невского плацдарма» на Пискаревском мемориальном кладбище проходит акция «Блокадный хлеб Ленинграда», где выпекают блокадный хлеб.